# IX kadencja austriackiej Rady Państwa

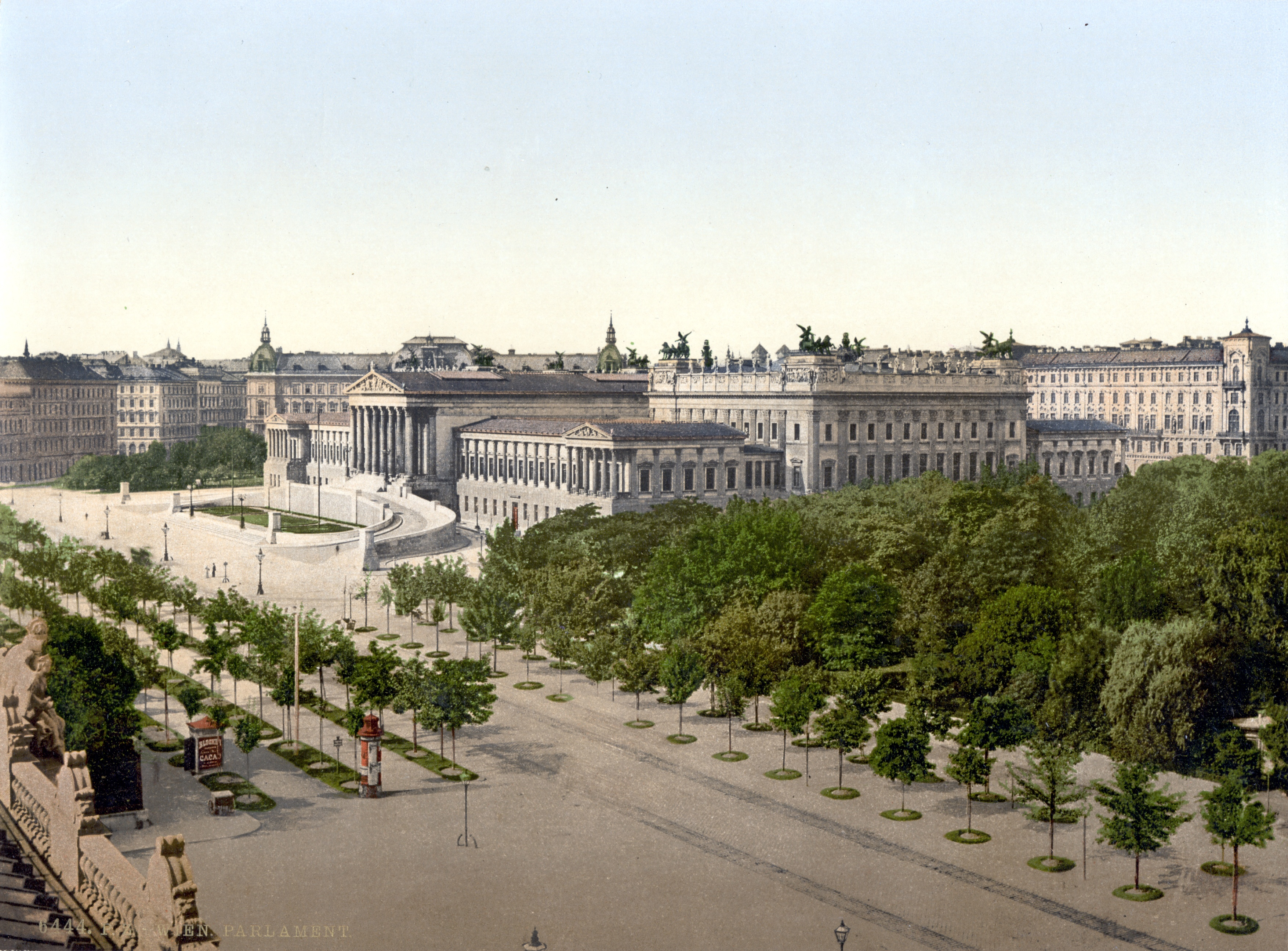

IX kadencja austriackiej Rady Państwa – dziewiąta kadencja austriackiego parlamentu, Rady Państwa, odbywająca się w latach 1897–1900 w Wiedniu.
Odbyły się cztery sesje parlamentu:
- XII sesja (27 marca 1897 - 2 czerwca 1897)
- XIII sesja (23 września 1897 - 27 listopada 1897)
- XIV sesja (21 marca 1898 - 24 lipca 1898)
- XV sesja (26 września 1898 - 8 października 1899)
- XVI sesja (18 października 1899 - 8 czerwca 1900)